# Яхт-клуб МГУ
Яхт-клуб МГУ (Учебная водно-спортивная база МГУ, УВСБ МГУ) — университетский яхт-клуб, созданный в 1949 г. Существует на правах спортивной секции МГУ имени М. В. Ломоносова. Основателями клуба считают Бориса Маслова, Юрия Якимова и 
Михаила Елизарова.
Членами спортивной секции являются студенты и аспиранты МГУ, сотрудники и выпускники университета.
Директор яхт-клуба с конца 2021 г. — Жмаев Иван Васильевич. Заместитель директора — Белов Николай Васильевич (скончался в 2021 году).

## Руководители яхт-клуба
- Наумов Алексей Анатольевич, «Сэр» — с ?? примерно до 1970 года.
- Иванов Вадим Александрович — с ?? до 1983 года. Участник первой Онежской регаты.
- Хлебушкин Алексей Сергеевич (1944—2023) — с конца 1983 года по конец 2021 года. Мастер спорта СССР, двукратный победитель Онежской регаты — неофициального чемпионата СССР в крейсерских яхтах (1982, 1984), чемпион России по буерному спорту в классе DN (2006), лауреат премии «Яхтсмен года-2017» журнала «Yacht Russia» в номинации «За верность парусу»[1][2][3]. Участник экстремальной океанской регаты Сидней—Хобарт[англ.] 2000 года[4].
- Жмаев Иван Васильевич — с конца 2021 года по настоящее время.

## Расположение
Яхт-клуб МГУ располагается на Клязьминском водохранилище на Дмитровском шоссе в 7 километрах от московской кольцевой автодороги рядом с микрорайоном Хлебниково города Долгопрудный и деревней Капустино.